# Amangieldy Muralijew
Amangieldy Mursadykowicz Muralijew (ur. 7 sierpnia 1947 w Kum-Aryk, Rejon Panfiłow) – kirgijski polityk, minister gospodarki i finansów w latach 1992–1993. Od 13 kwietnia 1999 do 21 grudnia 2000 premier Kirgistanu.